# Pedro Zayas
Pedro Zayas – kubański zapaśnik w stylu wolnym. Triumfator Igrzysk Ameryki Środkowej i Karaibów w 1986 roku.